# أربوسة والكرية
أربوسة والكرية (الاسم العلمي: Erebus walkeri) هي نوع من الحشرات تتبع جنس الأربوسة من الفصيلة الأربوسية.